# Mount Kerr, Antarktis
Mount Kerr är ett berg i Antarktis. Det ligger i Östantarktis. Australien gör anspråk på området. Toppen på Mount Kerr är 1 508 meter över havet.
Terrängen runt Mount Kerr är huvudsakligen platt, men den allra närmaste omgivningen är kuperad. Trakten är obefolkad. Det finns inga samhällen i närheten.